# 피터 던필드
피터 던필드(1931년~2014년 5월 25일)는 캐나다의 피겨 스케이팅 선수이자 코치였다. 그는 1988년 동계 올림픽 은메달리스트 엘리자베스 맨리의 코치로 가장 잘 알려져 있다.

## 선수 경력
그는 1953년 세계 선수권 대회와 1954년 세계 선수권 대회에서 8위를 했다. 그는 2001년에 캐나다 피겨 스케이팅 명예의 전당으로 인도되었다.

## 개인 생활
던필드는 미국의 스케이트 선수이자 코치 소냐 클로퍼와 결혼했다. 그는 2014년 5월 25일에 82세의 나이로 워싱턴주 시애틀에서 폐암으로 수면중에 죽었다.